# غونزالو دوارتي غارسيا دي كورتازار
غونزالو دوارتي غارسيا دي كورتازار (من مواليد 27 سبتمبر 1942) هو رجل دين تشيلي من الكنيسة الكاثوليكية، وكان أسقف فالبارايسو من عام 1998 إلى يونيو 2018. ونتيجة لذلك، أصبح أيضًا المستشار الأعظم للجامعة البابوية الكاثوليكية في فالبارايسو، جامعته الأم.

## سيرته
في 8 يوليو 1968 تمت رسامته كاهنًا على يد الأسقف أليخاندرو مينشاكا ليرا. في 31 يناير 1995، عينه البابا يوحنا بولس الثاني أسقفًا فخريًا في لاميجيجا وعسكريًا في تشيلي. حصل على سيامته الأسقفية من رئيس الأساقفة بييرو بيجيو في 2 أبريل. وقد عينه البابا يوحنا بولس الثاني أسقفاً على فالبارايسو في 4 ديسمبر 1998.
في 18 مايو 2018، قدم دوارتي استقالته للبابا فرانسيس، كما فعل جميع الأساقفة التشيليين في ختام اجتماع دام ثلاثة أيام في روما. في 11 يونيو 2018، قبل البابا فرانسيس استقالته من منصبه كأسقف. استبدله فرانسيس بمدير رسولي كما فعل مع جميع الأساقفة الذين تقاعدوا بعد تدخله الشخصي في أزمة الاعتداء الجنسي من قبل رجال الدين في تشيلي.
وفي اليوم الذي قبل فيه البابا استقالة دوراتي، قبل أيضا استقالة اثنين آخرين من الشيليين، الأسقف خوان باروس مدريد من أوسورنو، الذي كان في قلب الجدل في تشيلي بشأن الاعتداء الجنسي من قبل رجال الدين، ورئيس الأساقفة كريستيان كارو كورديرو من بويرتو مونت، الذي قدم مثل دوراتي استقالته قبل أشهر في سن الخامسة والسبعين كما هو مطلوب. في البداية بدا الأمر وكأن استقالة كارو ودويرتي لا علاقة لها بفضيحة الاعتداء الجنسي، وأنها كانت استقالات "عادية" بسبب السن. لكن العديد من الطلاب السابقين اتهموا دويرتي على الفور بالاعتداء الجنسي. وبعد رفضه التعليق لعدة أسابيع، قال دوارتي إنه قدم استقالته قبل أشهر كما هو مطلوب عندما يبلغ من العمر 75 عاما، وإن استقالته لا علاقة لها باتهامات الاعتداء الجنسي. قال إن إحدى الشكاوى المقدمة ضده تم رفضها في المحكمة باعتبارها "لا أساس لها من الصحة"، وأضاف أن شكوى ثانية أساءت تفسير لقاء لم يكن فيه أي شيء جنسي. استمعت السلطات المدنية إلى شهادة من دويرتي بشأن التهم التي أخفاها عن المعتدين في 21 نوفمبر 2018، يواصل المتهمون الضغط على قضيتهم وأعربوا عن ارتياحهم للتقدم الذي أحرزوه مع المدير الرسولي الجديد في فالبارايسو، الأسقف بيدرو أوساندون .